# Phaphund
Phaphund là một thị xã và là một nagar panchayat của quận Auraiya thuộc bang Uttar Pradesh, Ấn Độ.

## Địa lý
Phaphund có vị trí 26°36′B 79°28′Đ / 26,6°B 79,47°Đ Nó có độ cao trung bình là 133 mét (436 feet).

## Nhân khẩu
Theo điều tra dân số năm 2001 của Ấn Độ, Phaphund có dân số 15.341 người. Phái nam chiếm 53% tổng số dân và phái nữ chiếm 47%. Phaphund có tỷ lệ 62% biết đọc biết viết, cao hơn tỷ lệ trung bình toàn quốc là 59,5%: tỷ lệ cho phái nam là 67%, và tỷ lệ cho phái nữ là 56%. Tại Phaphund, 18% dân số nhỏ hơn 6 tuổi.